# Erik Stensiö
Erik Helge Osvald Stensiö (2 octobre 1891 - 11 janvier 1984) est un paléozoologiste suédois.

## Biographie
Né Erik Andersson à Stensjö dans le comté de Kalmar, il changea par la suite son nom pour celui de son village natal et l'on trouve parfois son nom orthographié Erik Andersson Stensiö ou Erik A. Stensiö. En 1921, il obtient un doctorat en paléontologie et le titre de privat-docent de l'université d'Uppsala. En 1923, il est nommé professeur et conservateur au Département de zoopaléontologie (plus tard renommé Département de paléozoologie) du Muséum suédois d'histoire naturelle à Stockholm, poste qu'il occupera jusqu'à sa retraite en 1959.
Les travaux de Stensiö ont porté principalement sur l'anatomie et l'évolution des vertébrés « inférieurs ». Il a notamment montré que les placodermes étaient apparentés aux requins modernes. Son premier ouvrage d'envergure, Triassic fishes from Spitzbergen (part I : Vienna 1921 ; part II : Stockholm 1925), a été écrit à partir de matériel récolté au cours de ses expéditions au Spitzberg en 1912, 1913, 1915 et 1916.
Stensiö devient membre de l'Académie royale des sciences de Suède en 1927. En 1946, il est élu membre étranger de la Royal Society. Il reçoit la Médaille Wollaston en 1953, et la Médaille linnéenne de la Linnean Society of London en 1957. En 1958, il est récompensé par la prestigieuse Médaille Darwin-Wallace de la Linnean Society of London.

## Systématique
Fondateur de l'école de Stockholm en paléozoologie, son enseignement a été poursuivi par ses successeurs Erik Jarvik (1907-1998) et Tor Ørvig (1916-1994).
Cette école a développé des théories polyphylétiques pour de nombreux taxons de rang supérieur, spécialement pour les Tétrapodes.